# 松野頼久
松野 頼久（まつの よりひさ、1960年9月19日 - ）は、日本の政治家。本名表記、松野 賴久。
内閣官房副長官（鳩山由紀夫内閣）、衆議院議員（6期）、衆議院科学技術・イノベーション推進特別委員長、民進党国会対策委員長、維新の党代表、旧日本維新の会代表代行、旧日本維新の会国会議員団代表、旧日本維新の会国会議員団幹事長を歴任した。
父は衆議院議員、防衛庁長官、農林大臣、労働大臣、総理府総務長官を歴任した松野頼三。祖父は参議院議長、鉄道大臣、衆議院議員を歴任した松野鶴平。次女は2016年ミス日本コンテストグランプリ受賞者の松野未佳。

## 来歴
熊本県鹿本郡菊鹿村（現・山鹿市）生まれ。慶應義塾高等学校を経て1987年、慶應義塾大学法学部政治学科卒業。父が元熊本県知事で日本新党を結党した細川護熙の政治的な後見人であった縁で日本新党に入党し、1993年より日本新党本部に勤務する。1994年、日本新党の解党に伴い新進党結党に参加し、同党事務局に勤務。1995年8月より細川の秘書を務める。
細川は1997年に新進党を離党し、フロム・ファイブを結党。民政党を経て、1998年の民主党結党に尽力したが、その直後、還暦を理由に衆議院議員を辞職。松野は細川の議員辞職に伴う衆議院熊本1区補欠選挙に民主党公認で出馬したが、自由民主党公認の岩下栄一に敗れ、落選。2000年の第42回衆議院議員総選挙に再び熊本1区から民主党公認で出馬、岩下を破り初当選した。以後、熊本1区で連続4選。

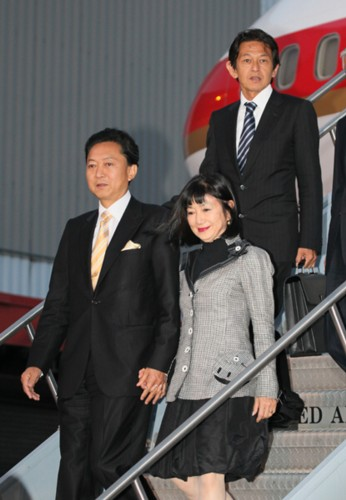
2009年9月21日、（左前から）鳩山由紀夫内閣総理大臣、鳩山幸内閣総理大臣夫人と松野

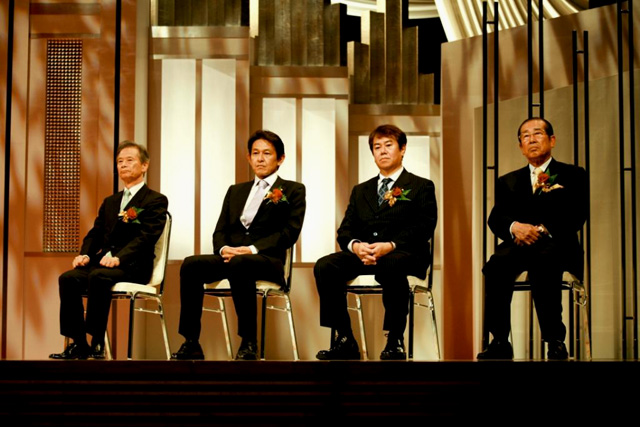
2009年10月27日、（左から）江田五月参議院議長、松野、原口一博総務大臣、福地茂雄NHK会長

2009年9月、鳩山由紀夫内閣で内閣官房副長官に任命され、鳩山内閣メールマガジンの編集長を務める。
2010年6月、菅直人内閣発足に伴い官房副長官を退任した。同年9月の民主党代表選挙では、鳩山グループ所属ながら現職の菅直人首相の対抗馬に小沢一郎を擁立する動きを見せ、小沢の推薦人に名を連ねるが、小沢は菅に敗れた。同年9月、衆議院議院運営委員会筆頭理事に就任。同年10月、環太平洋パートナーシップ協定（TPP）に反対する民主党議員の勉強会「TPPを慎重に考える会」の立ち上げに参加し、同会幹事長に就任する。同年12月、民主党役員会で岡田克也幹事長らが小沢の衆議院政治倫理審査会招致を議決する方針を決定しようとした際には、約40人の議員らとともに抗議した。
2011年1月、国会対策副委員長に就任。同年4月、統一地方選敗北を受け、熊本県連代表を辞任する意向を表明し、菅おろしの動きに拍車をかけた。同年6月、第177回国会の延長幅を50日間とする民主・自民・公明の3党合意を菅首相が拒否し70日間となったことを受け、22日に衆議院議院運営委員会筆頭理事の辞表を提出し、29日付で受理された。同年7月、鳩山グループ幹事長に就任。同年8月の民主党代表選挙では、海江田万里の推薦人に名を連ねるが、海江田は野田佳彦に敗れた。同年9月、第178回国会が9月16日閉会の方針から輿石東幹事長の指示で14日間の会期延長に急遽変更となったことへの不満から、16日に松本剛明、加藤公一らとともに国対役員の辞表を提出したが、辞表は受理されず輿石から20日付で1か月間の謹慎処分を受け、最終的には謹慎明けの国対副委員長復帰を表明した。同年12月、小沢一郎を会長に結成された新しい政策研究会に参加し、役員（オブザーバー）に名を連ねる。
2012年3月、自民・民主・みんなの3党の中堅・若手議員7名による超党派で大阪維新の会と連携した「道州制型統治機構研究会」を立ち上げ、会長代行に就任した。
同年の消費増税をめぐる政局では、消費増税法案に反対する意向を表明、6月26日の衆議院本会議前に衆議院議院運営委員会筆頭理事の辞表を提出し、同法案の採決では、党の賛成方針に反して反対票を投じた（社会保障制度改革推進法案・認定こども園法改正案には賛成）。民主党は7月3日の常任幹事会で党員資格停止2カ月の処分とする方針を決定し、7月9日の常任幹事会で正式決定した。
同年9月、前述の「道州制型統治機構研究会」のほかのメンバー6名とともに日本維新の会結成に参加することを表明し、11日に民主党に離党届を提出したが、民主党は離党届を受理せず10月5日付で除名処分とした。同年10月、日本維新の会国会議員団代表に就任。同年11月、太陽の党の日本維新の会への合流に伴い、国会議員団代表には平沼赳夫元経済産業大臣が就き、松野は国会議員団幹事長に就任した。
同年12月の第46回衆議院議員総選挙では、熊本1区で自民党元職の木原稔に敗れたが、重複立候補していた比例九州ブロックで復活し、5選。
2013年7月の第23回参議院議員通常選挙後、民主党の細野豪志、みんなの党の江田憲司と勉強会を発足させることで合意した。同年12月、みんなの党を離党した江田らとの野党再編に意欲を示し、勉強会「既得権益を打破する会」を発足させた。
2014年7月の日本維新の会の分党に際しては、6月10日から橋下徹共同代表を中心とするグループの国会議員団代表を兼務するなど、中心的な役割を果たし、分党後の日本維新の会では執行役員幹事長代行に就任した。同年9月21日に日本維新の会と結いの党が合併してできた維新の党では執行役員として代表代行に指名され就任するとともに、22日に立候補の届出が行われた国会議員組織長選挙において無投票選出され、初代国会議員団会長に就任した。
同年12月の第47回衆議院議員総選挙では、熊本1区で再び木原に敗れたが、重複立候補していた比例九州ブロックで復活し、6選。

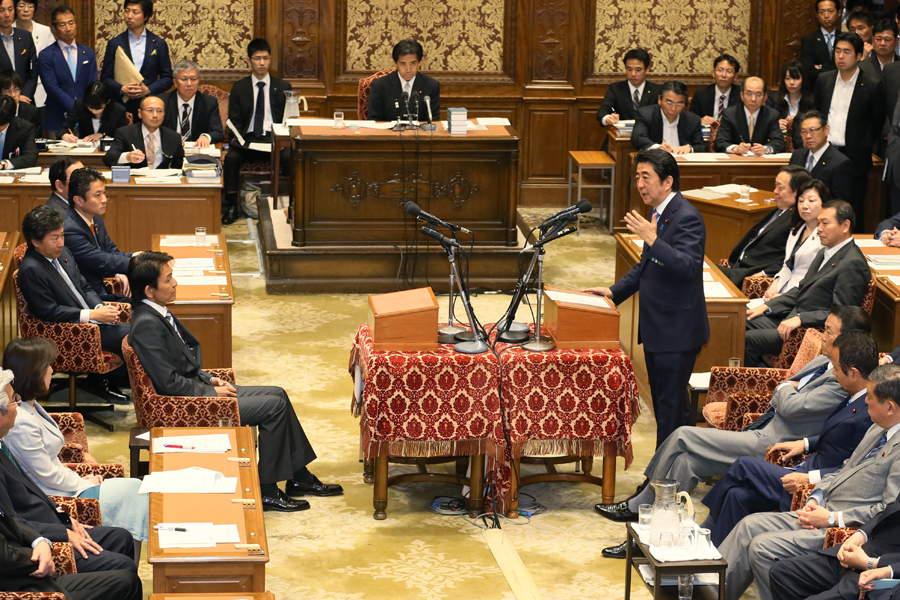
2015年5月20日、国家基本政策委員会合同審査会での内閣総理大臣安倍晋三（中央右）との党首討論にて

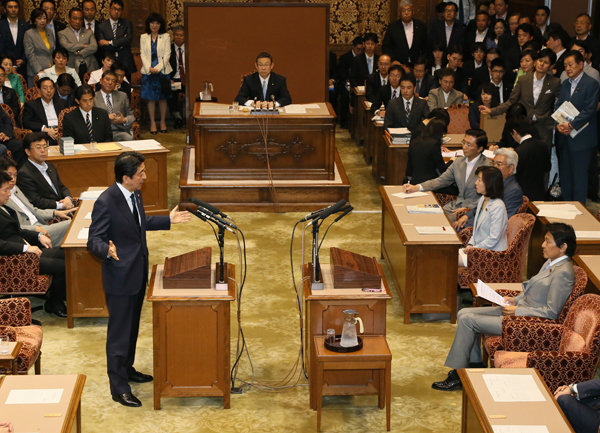
2015年6月17日、国家基本政策委員会合同審査会での内閣総理大臣安倍晋三（中央左）との党首討論にて

2015年5月19日、維新の党は両院議員総会を開き、大阪都構想が住民投票で否決されたことを受け引責辞任した江田前代表の後任に松野を選出した。任期は同年9月までで、9月に代表選を改めて実施する予定であった。しかしその後、維新の党は幹事長の柿沢未途が山形市長選挙において民主党・共産党などが推薦する立候補者を独断で応援に訪れたことをきっかけに内部対立が鮮明化し、松野は橋下らと対立する。
橋下は維新の党を離党し、松野執行部は2015年10月に橋下に近い議員を除籍処分とした。しかし橋下側は松野の代表任期は9月までであったと指摘し、除籍処分を無効と主張。10月24日に独自に党大会を開催し、馬場伸幸衆議院議員を党代表とする新執行部がその場で選出され、維新の党は執行部を名乗る勢力が2つ存在する事態となった。
松野は馬場執行部を認めず、一方で馬場側は松野が代表任期が切れた後に政党の事務所所在地など変更する書類を党代表者として作成し、関係各署に提出したことは有印私文書偽造にあたると指摘し告訴する方針を表明、松野の維新の党代表としての地位は同年12月8日まで係争状態にあった。
2016年3月、維新の党は民主党と合流して民進党となり、松野は代表代行への就任を打診されたが、かつて民主党を除名された責任を取るとして固辞し、無役となった。
同年8月3日、民進党代表選挙を前に旧維新の党グループを政策グループ化し、旧維新の党代表経験のある江田と松野が共同代表に就任した。しかし、江田が蓮舫を支持したのに対して松野は前原誠司を支持し、グループは一致結束した投票行動をとれずに終わった。こうした路線対立から、選挙後、松野は執行部と距離を置き、江田と袂を分かつ動きに出た。
2017年4月6日、新グループ「創新会」を旗揚げして会長に就任し、維新の党出身の衆議院議員13人が参加した。
同年7月27日、民進党代表の蓮舫が、同月の東京都議会議員選挙の結果を受けて辞任を表明。蓮舫の辞任に伴う代表選挙（9月1日投開票）では前原誠司の推薦人に名を連ねた。前原が代表に選出されると国会対策委員長に就任した。
同年9月28日の民進党両院議員総会で希望の党への事実上の合流方針が了承されたことを受け、第48回衆議院議員総選挙では、熊本1区から希望の党公認で出馬したが、木原に敗れ比例復活もできず落選した（惜敗率78.079％）。

## 政策
- 自身の政策として以下を挙げている[73]。
  - 憲法改正による「統治機構改革」
  - 「道州制」導入
  - 「小さな行政機構」の実現
  - 市場メカニズムを通じた「原発フェードアウト」と「自然エネルギー立国」
  - 集団的自衛権の検討を含む「自衛権」行使の範囲の適正化と法整備、「ソフトパワー外交」の積極的展開
  - 少子高齢化に対応できる持続可能で受益と負担を明確化した「社会保障制度改革」
  - 教育行政に対する責任体制を明確にする「教育制度改革」
  - 被災地主導の「震災復興」と国主導の「原発事故対応」を加速化
  - 選択的夫婦別姓制度導入に賛成[74][75]

## 活動
- 日本の裁判官弾劾裁判所及びその下部組織である裁判官訴追委員会は、1948年の設立以来、冤罪判決など判決の不当性を理由に裁判官の弾劾裁判を行った事例が1度もない。このような裁判官弾劾裁判所と裁判官訴追委員会の制度について、松野は2011年10月20日に「形骸化している。長期間服役した人の冤罪が分かった時に、（有罪）判決を下した裁判官に何らかのことを考えるべきではないか」と批判し、今後は冤罪判決を出した裁判官に対しても弾劾裁判を実施できるように制度の改善を訴えた[76]。
- 2013年5月9日、川口順子環境委員長の解任決議案可決に際して、「立法府は立法が最大の責任で、行政府ではない」と主張し、国会軽視である旨を指摘した[77]。
- 2014年東京都知事選挙では、日本維新の会が自主投票を決める中、松野はかつて秘書として仕えた細川護熙を個人的に支援すると表明した[78]。
- 2016年12月25日、京都市内で共産党の穀田恵二国対委員長や自由党の小沢一郎代表らとともに野党共闘を訴える街頭演説を行った[79][80]。民進党京都府連や野田佳彦幹事長の反対を押し切っての参加であったため、野田は「京都は非自民、反共産で長く戦ってきた土地柄。党京都府連の理解を得ることなく、個人の判断で行動したことはきわめて遺憾だ」と苦言を呈した[81][82][83]。

## 人物
- 民主党では鳩山由紀夫の最側近の1人であり、松野・平野博文・小沢鋭仁の3人は「鳩山側近3人衆」と称されていた[84][85]。
- 2009年9月、松野の資金管理団体のクラブなどの店の利用が報道されたことについて、松野の代理人は、打ち合わせの場所として活用し、不適切ではないとしている[86]。
- アメリカ外交公電ウィキリークス流出事件では、名護市長選で普天間基地移設問題辺野古移設反対派の稲嶺進が当選した直後の2010年1月26日、駐日アメリカ合衆国大使館の政務担当公使らと会談した松野が「シュワブ沿岸の埋め立て案（現行案）は『死んだ』」「鳩山首相と、沖縄問題での（日米閣僚級）作業部会は、『形の上だけは』沖縄県内以外の選択肢を検討しなければならないが、唯一現実的な選択肢は、普天間をキャンプ・シュワブかほかの『既存施設』に移すことだ」などと発言したとする公電が公開された[87][88]。
- 愛犬家であり、「動物愛護管理法改正を検討する議員連盟」の会長に就任した[89]。
- 色黒でスリム、夏場はシャツの第2ボタンまで開け、強い香水をまとう風貌は永田町でも異彩を放つ存在である[90]。
- 愛車はベントレー・コンチネンタルGT[91]、メルセデス・ベンツ[92]など。

## 不祥事
- 第48回衆議院議員総選挙後の2017年10月27日、ビラ配りなどの選挙運動をする見返りとして報酬を数日分渡す約束をした疑いで松野の選挙運動員が逮捕され、後援会事務所などが家宅捜索を受けた[93]。

## 家族・親族
- 曾祖父：松野長八（政治家） - 熊本県菊池郡城北村村長
- 曾祖父：野田卯太郎（実業家、政治家） - 三池紡績社長、中央新聞社社長、逓信大臣、商工大臣
- 祖父：松野鶴平（実業家、政治家） - 菊池電気軌道社長、参議院議長
- 大おじ：野田俊作（政治家） - 福岡県知事
- 父：松野頼三（政治家） - 労働大臣、防衛庁長官、農林大臣
- 義兄：塚田徹（政治家） - 建設政務次官
- 次女：松野未佳（女優）- 第48回ミス日本優勝者[94]

## 所属団体・議員連盟
- 日本会議国会議員懇談会[95]
- みんなで靖国神社に参拝する国会議員の会[95]
- 北朝鮮に拉致された日本人を早期に救出するために行動する議員連盟
- 永住外国人の地方参政権を慎重に考える勉強会
- パチンコチェーンストア協会（政治分野アドバイザー[96]）
- 新しい政策研究会
- 政権公約を実現する会
- TPPを慎重に考える会
- 特定非営利活動法人日本・ロシア協会（理事）

## 選挙
| 当落 | 選挙                     | 執行日         | 年齢 | 選挙区              | 政党         | 得票数     | 得票率 | 定数 | 得票順位 /候補者数 | 政党内比例順位 /政党当選者数 |
| ---- | ------------------------ | -------------- | ---- | ------------------- | ------------ | ---------- | ------ | ---- | ------------------ | ---------------------------- |
| 落   | 第41回衆議院議員補欠選挙 | 1998年6月14日  | 37   | 熊本1区             | 民主党       | 5万7605票  | 36.07% | 1    | 2/4                | /                            |
| 当   | 第42回衆議院議員総選挙   | 2000年06月25日 | 39   | 熊本1区             | 民主党       | 9万2161票  | 46.08% | 1    | 1/3                | /                            |
| 当   | 第43回衆議院議員総選挙   | 2003年11月09日 | 43   | 熊本1区             | 民主党       | 11万1205票 | 54.22% | 1    | 1/3                | /                            |
| 当   | 第44回衆議院議員総選挙   | 2005年09月11日 | 44   | 熊本1区             | 民主党       | 11万2500票 | 46.90% | 1    | 1/3                | /                            |
| 当   | 第45回衆議院議員総選挙   | 2009年08月30日 | 48   | 熊本1区             | 民主党       | 13万7048票 | 55.42% | 1    | 1/4                | /                            |
| 比当 | 第46回衆議院議員総選挙   | 2012年12月16日 | 52   | 比例九州（熊本1区） | 日本維新の会 | 6万6195票  | 32.56% | 1    | 2/5                | 1/4                          |
| 比当 | 第47回衆議院議員総選挙   | 2014年12月14日 | 54   | 比例九州（熊本1区） | 維新の党     | 7万3274票  | 41.79% | 1    | 2/3                | 1/3                          |
| 落   | 第48回衆議院議員総選挙   | 2017年10月22日 | 57   | 熊本1区             | 希望の党     | 9万6374票  | 43.85% | 1    | 2/2                | 9/4                          |

## 論文
- CiNii収録論文 国立情報学研究所